# تپه نامیوند علیا ۳
تپه نامیوند علیا ۳ مربوط به دوره اشکانیان - دوره ساسانیان است و در شهرستان کرمانشاه، بخش ماهیدشت، دهستان چغانرگس، ۱۰۰ متری جنوب روستای نامیوند علیا واقع شده و این اثر در تاریخ ۲۷ اسفند ۱۳۸۶ با شمارهٔ ثبت ۲۲۴۳۹ به‌عنوان یکی از آثار ملی ایران به ثبت رسیده است.